# 恋衣
『恋衣』（こいごろも、本郷書院、1905年1月1日）は、日本の歌人、山川登美子、増田雅子、与謝野晶子による共著の詩歌集。本文152頁。歌数、登美子「白百合」131首、雅子「みをつくし」114首、晶子「曙染（あけぼのぞめ）」148首。詩の数、晶子6編。

## 概要
歌集名「恋衣」は、常に心から離れない恋、との意味。恋心を常に身から離れない衣に見立てた語で、万葉集に用例がある。この歌集名は、三人が拠った東京新詩社の主宰者であり晶子の夫でもある与謝野鉄幹の命名と考えられている。登美子「白百合」と雅子「みをつくし」は1900年から1904年まで、晶子「曙染」と詩は1904年から1905年までの作品である。歌は、「明星」調のロマンティシズムがよく発揮されている。しばしば引用される歌に次のようなものがある。
- 登美子　　髪ながき少女（をとめ）とうまれしろ百合（ゆり）に額（ぬか）は伏せつつ君をこそ思へ
- 雅子　　しら梅の衣（きぬ）にかをると見しまでよ君とは云はじ春の夜の夢
- 晶子　　金色のちひさき鳥のかたちして銀杏（いちよう）ちるなり夕日の岡（おか）に

しばしば引用される詩は、晶子「君死にたまふことなかれ」である。

## 評価
刊行当時、生田長江により高く評価された。晶子らの一派（明星派）ではない若山牧水の1904年12月24日付の日記に、尾崎紅葉の小説『金色夜叉』とともに『恋衣』を購入して「寝るまでそれを読み」、と記されており、この歌集が読者の興味を引いていた様子がうかがえる。ただし、登美子と雅子の歌については、晶子の亜流とする声もあった。また、「君死にたまふことなかれ」は、初出（『明星』1904年9月号）の際に、その反戦的な内容を大町桂月に非難された。